# Інститут проблем екології і еволюції імені О. М. Сєверцова РАН
Інститут проблем екології і еволюції імені О. М. Сєверцова (рос. Институт Проблем Экологии и Эволюции имени А. Н. Северцова) — науково-дослідний інститут Російської Академії Наук, що займається проблемами загальної і окремої екології тварин, біорізноманіття, поведінки і еволюционної морфології тварин, що також розробляє рекомендації по охороні природи.
Інститут був створений в 1934 році на базі Лабораторії еволюційної морфології, заснованої академіком Олексієм Сєверцовим, який і був його першим директором. Протягом 1936—1948 Інститут очолював відомий київський зоолог академік Іван Іванович Шмальгаузен. З 1944 року в інституті працював також знаний радянський зоолог українського походження академік М. С. Гіляров, а пізніше — К. П. Філонов, російський та український зоолог.
Інститут координує дослідження в рамках трьох Федеральних програм з біологічного розмаїття:
- Основи моніторингу біорізноманіття
- Збереження рідкісних та зникаючих видів рослин і тварин та видів, що мають ресурсне забезпечення
- Оцінка наслідків впливів чужорідних видів на структуру, продуктивність і біорізноманіття екосистем Росії

Дані, отримані в інституті, широко використовуються в сільському, мисливському, лісовому та рибному господарстві, медицині, охороні природи та ін. Ці дані є основою для раціонального використання та збереження природних ресурсів та екосистем Землі.